# كيس فان ديجيك
كيس فان ديجيك (بالهولندية: Kees van Dijk)‏ هو سياسي هولندي، ولد في 25 يوليو 1931، وتوفي في 29 ديسمبر 2008. حزبياً، نشط في حزب النداء الديمقراطي المسيحي. وقد انتخب وزير الداخلية وشؤون المملكة ‏ وانتخب عضو مجلس الشيوخ في هولندا وانتخب عضو مجلس نواب هولندا ‏.